# Cheeki Rafiki
Cheeki Rafiki war eine Segelyacht des Typs Bénéteau First 40.7, die für Regatten eingesetzt wurde. Ihre Havarie am 16. Mai 2014 löste eine ausführliche Debatte um die Sicherheit im Segelbootbau aus. Die Yacht hatte etwa 720 Seemeilen (rund 1300 Kilometer) südöstlich von Nova Scotia ihren Kiel verloren und war durchgekentert. Rettungskräfte konnten zwar den gekenterten Rumpf ausfindig machen, die Besatzung – vier englische Männer – wurde jedoch nie gefunden.

## Das Schiff
Cheeki Rafiki war eine Bénéteau First 40.7, die 2006 in der Bénéteau-Werft in Saint-Hilaire-de-Riez in Frankreich gebaut worden war. Sie war knapp 12 m lang. Im Dezember 2006 wurde sie an den Eigner ausgeliefert und war für Charter-Regatten rund um Großbritannien vorgesehen. 2011 übernahm die Firma Stormforce Coaching das Management (nicht aber das Eigentum) der Yacht und schrieb sie daraufhin zweimal für die Atlantic Rally for Cruisers (ARC) ein, nämlich im Herbst 2011 und im Herbst 2013. In den darauffolgenden Wintermonaten verblieb sie in der Karibik. Während des Rücküberführungstörns von der Karibik nach England im Frühjahr 2014 geschah dann das Unglück.
Zentral war bei der späteren Unfalluntersuchung die Konstruktion des Rumpfes und insbesondere der Verbindung zwischen Außenhülle und der sogenannten „Matrix“, ein Innenboden, der zur Versteifung des Rumpfes und zur Erreichung der nötigen Stabilität in die Hülle eingeklebt wurde. Die Kielbolzen (9 mal 24mm und 1 mal 14mm) waren fest in den Kiel eingegossen. Sie wurden durch die Außenhülle, die Matrix und eine Unterlagplatte aus Stahl durchgeführt und von oben mit Muttern gesichert. Der Bauprozess und die Konstruktion entsprach der zum Bauzeitpunkt gültigen Fassung der CE-Direktive für Sportboote der Kategorie A (Hochsee) und wurde zusätzlich von der renommierten Klassifikationsgesellschaft Bureau Veritas überprüft.
Ihr Name erinnert an die Figur Rafiki aus dem Animationsfilm Der König der Löwen.

## Das Unglück

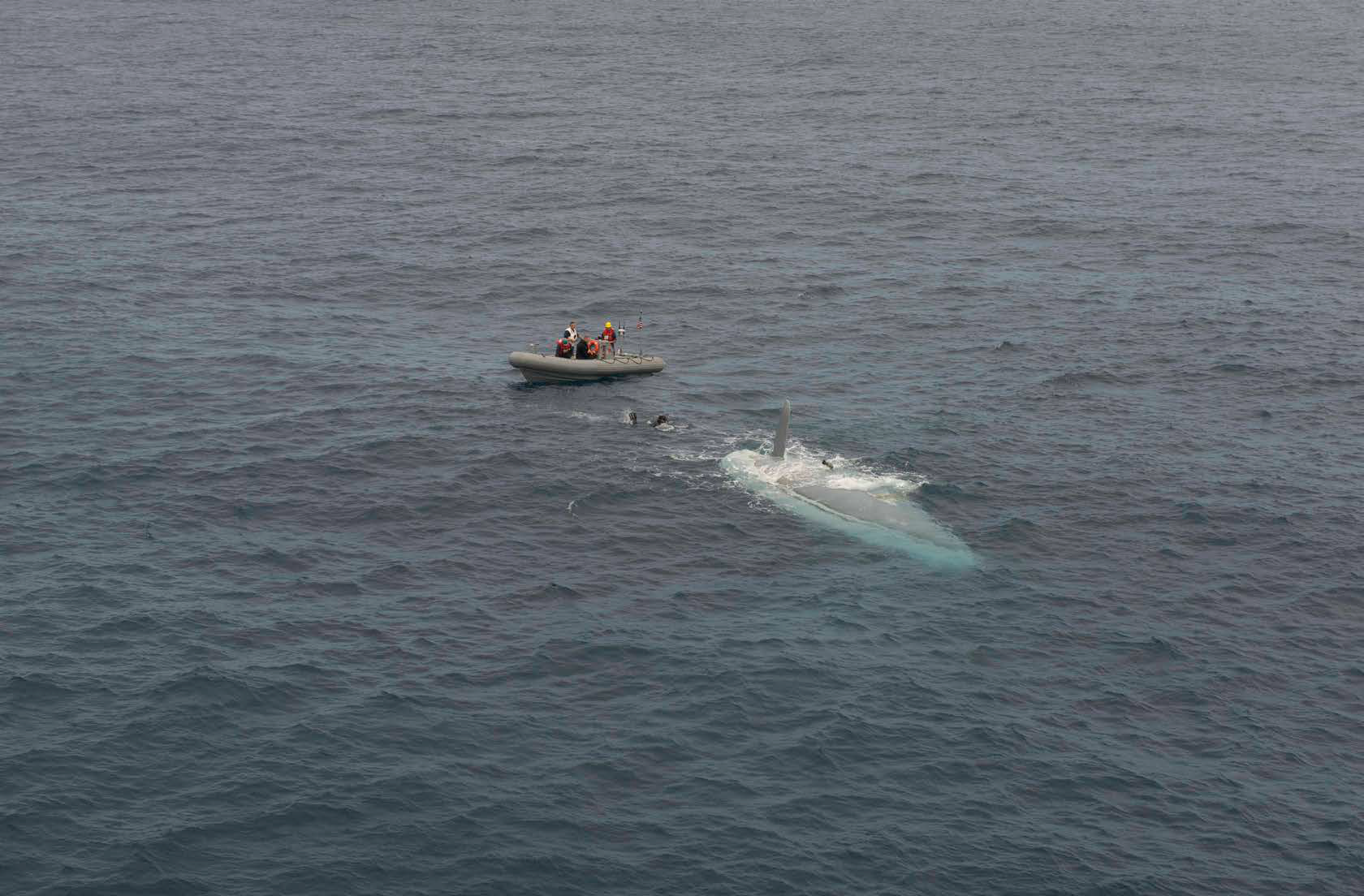
Retter der Oscar Austin schicken einen Schwimmer zum kopfüber treibenden Wrack der Cheeki Rafiki

Die Cheeki Rafiki hatte im Frühling 2014 an der Antigua Sailing Week teilgenommen und sollte danach für die nachfolgende Saison nach Southampton in England rücküberführt werden. Am 4. Mai verließ sie Antigua mit vier Mann Besatzung an Bord. Die Reise sollte ungefähr 30 Tage dauern. Während der Überfahrt tauschte der Skipper via Satellitentelefon E-Mails mit dem Direktor der Betreibergesellschaft Stormforce aus, insbesondere über das zu erwartende Wetter. Dieser gab insbesondere Empfehlungen bezüglich der zu wählenden Route. Nachdem während der ersten Tage der Überfahrt der Wind schwach bis sehr schwach war, nahm er nach dem 10. Mai kontinuierlich zu. Am 15. Mai – es wehte inzwischen mit 7 Beaufort mit entsprechendem Seegang – berichtete der Skipper nach einem Treffer durch eine große Welle, das Schiff mache ziemlich viel Wasser, wofür die Ursache aber nicht gefunden werden könne. Später gab es noch einen Telefonanruf über das Satellitentelefon, bei dem die Verbindungsqualität aber ungenügend war. Der Direktor rief daraufhin beim MRCC Falmouth an, worauf eine Suchaktion gestartet wurde. Vom RCC Boston, das für das Suchgebiet zuständig ist, wurde daraufhin ein HC-130-Langstrecken-Suchflugzeug losgeschickt.
Am 17. Mai, mehr als 24 Stunden nach dem letzten Kontakt, entdeckte das Containerschiff Maersk Kure die Cheeki Rafiki kieloben im Wasser treibend. Der Kiel fehlte, das Ruder war aber noch intakt. Wegen schlechter Wetterbedingungen konnte das Wrack nicht genauer untersucht werden. Erst rund eine Woche später gelang es einem Schiff der US-Marine, einen Taucher am (nach wie vor schwimmenden) Wrack abzusetzen. Dieser konnte feststellen, dass die Rettungsinsel immer noch an ihrer vorgesehenen Position verstaut war. Die Crew hatte anscheinend keine Zeit mehr gehabt, sie auszubringen. Dabei wurden auch diverse Fotos vom umgedrehten Rumpf aufgenommen, die später für die Unfalluntersuchung zentral waren. Die Suche wurde bald darauf beendet, da es keine Hoffnung mehr gab, die Crew lebend zu finden – die maximale Zeit, die ein Schwimmer bei 16 °C Wassertemperatur im Wasser überleben kann, sind etwa 15,5 Stunden.

## Untersuchung
Der Unfall sorgte für heftige Diskussionen in der Yachtszene über die Sicherheit von Segelschiffen und insbesondere über die Dimensionierung der für Segelschiffe überlebenswichtigen Kiel-Rumpf-Verbindung, die hier offensichtlich versagt hatte. Insbesondere wurde darüber spekuliert, die Werft hätte, um im umkämpften Markt der günstigen Segelyachten einen Vorteil zu erringen, die Kielverbindung sowie insgesamt die Rumpfstabilität aus Kostengründen nicht hinreichend dimensioniert. Der Bericht des englischen Marine Accident Investigation Branch (die Seeunfalluntersuchungsbehörde Großbritanniens) zeigte jedoch auf, dass die Konstruktion den Vorschriften entsprochen hatte, sie hätte sogar die inzwischen aktualisierten Vorschriften beinahe erfüllt. Der Werft konnte damit bezüglich der Stabilität kein Vorwurf gemacht werden, außer vielleicht der, sich gerade knapp an der gültigen Limite bewegt zu haben, was aber aus wirtschaftlichen Gründen nachvollziehbar ist.

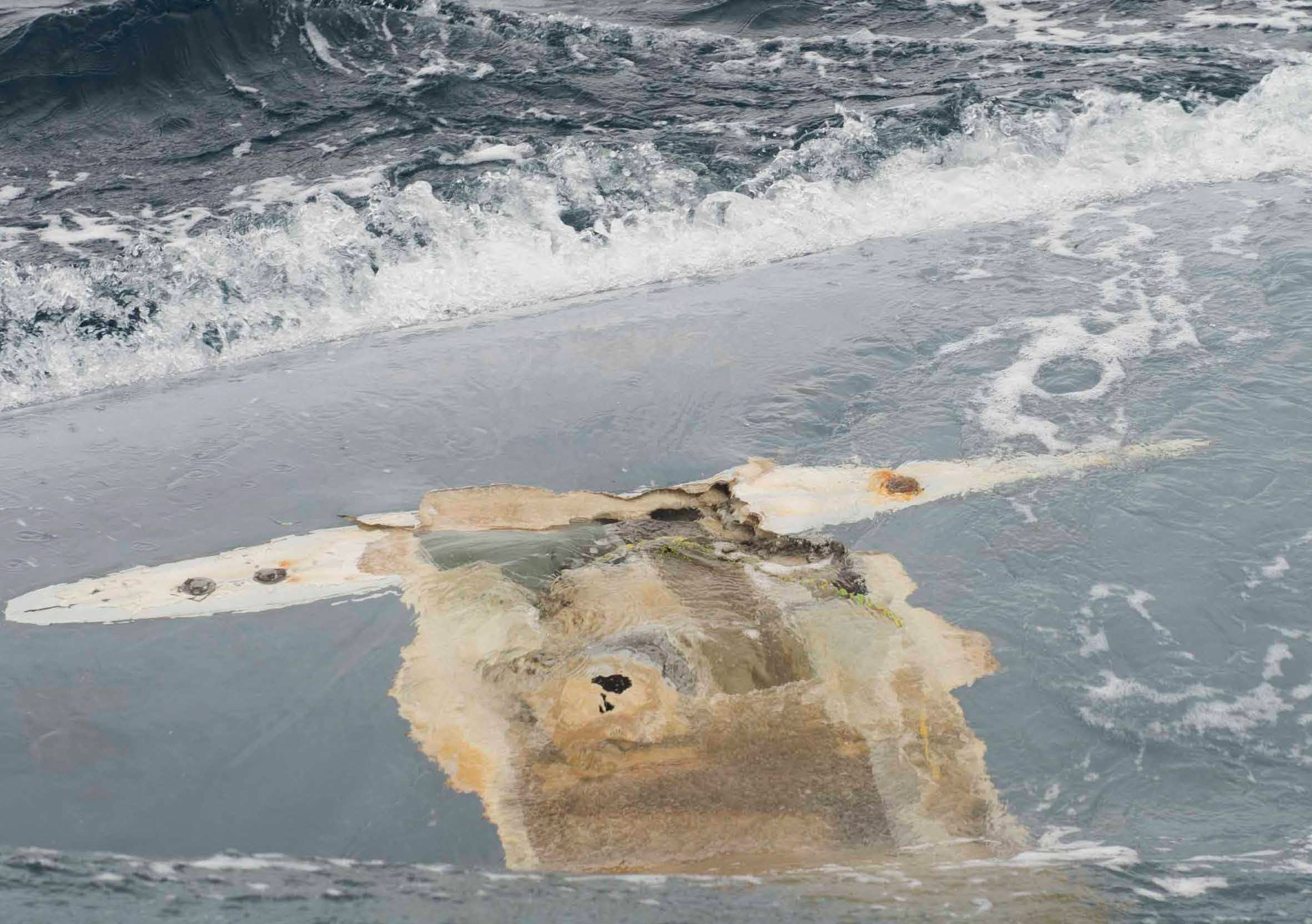
Nahaufnahme des Teils des Rumpfes der Cheeki Rafiki, wo der Kiel angebracht war. Zu erkennen ist, dass sich die innere Hülle zumindest teilweise von der Außenhaut gelöst hatte und auch, dass die Schrauben mitsamt der Unterlegplatten komplett fehlen

Auch der Crew konnte kein Vorwurf gemacht werden, denn sie hatte die nötige Kompetenz und der Skipper war im Besitz aller für diese Reise auf professioneller Basis notwendigen Scheine und Zertifikate. Das Wetter war mit Beaufort 7 zwar rau, aber deutlich innerhalb der für ein Boot der CE-Kategorie A zulässigen Bedingungen. Der Untersuchungsbericht erwähnt aber, dass unklar war, ob das Boot aus rechtlicher Sicht die Reise hätte unternehmen dürfen, denn für professionell eingesetzte Yachten für weltweite Fahrt gelten weitreichende Vorschriften bezüglich Ausrüstung, Besatzung und jährlichen Sicherheitsinspektionen. Letztere war eigentlich überfällig, denn der Betreiber wollte sie erst in England durchführen lassen, um die Kosten einer Inspektion in der Karibik zu vermeiden.
Der Untersuchungsbericht versucht im Weiteren zu eruieren, weshalb sich der Kiel denn nun gelöst hat, obwohl die Dimensionierung rein rechnerisch und aufgrund der am Unglücksort herrschenden Bedingungen eigentlich hätte ausreichen müssen. Die Cheeki Rafiki stand den Ermittlern für ihre Aufgabe nicht zur Verfügung, denn das Wrack wurde bisher nicht gefunden. Sie mussten ihre Schlüsse also aus den wenigen Bildern der Suchmannschaften, der Historie des Schiffes und aus Berichten zu Schwesterschiffen ableiten. Bekannt ist, dass die Cheeki Rafiki mehrere Grundberührungen hatte, was aber bei einem für Regatta- und Ausbildungszwecke eingesetzten Schiff – gemäß Aussagen von der Untersuchungskommission befragter Experten – hin und wieder vorkommt und bei moderaten Bedingungen gar absichtlich herbeigeführt wird. Sie war wegen mehrerer heftiger Grundberührungen mehrfach im Bereich des Kielansatzes und der Verbindung zwischen „Matrix“ und Rumpf repariert worden. Dabei zeigte sich, dass es die Bauweise des Schiffes selbst für Experten fast unmöglich machte, zu erkennen, wie sehr die Struktur des Schiffes beschädigt worden war. Die Experten waren sich auch uneinig, wie so ein Schaden zu reparieren wäre. Die Empfehlung des Herstellers, den Kiel dafür zu entfernen, wurde zwar befürwortet, es war aber unklar, was diese aufwendige Prozedur rechtfertigen würde.
Der Bericht hält fest, dass die wahrscheinliche Ursache des Unglücks im Lösen der geklebten Verbindung zwischen der „Matrix“ (Innenschale) und dem Rumpf bestand. Entsprechende Schäden konnten die Untersuchungsbehörden bei mehreren Schwesterschiffen, die ebenfalls eine Grundberührung erlitten hatten, nachvollziehen. Mehrere befragte Reparaturwerkstätten gaben an, dass sie solche Schäden nur sehr schwer beurteilen könnten und jeweils nicht mit Sicherheit sagen konnten, dass der Schaden behoben worden sei (die Klebverbindung ist nicht einzusehen). Auch ist es einem Schiffsführer nach einer „leichten“ Grundberührung nicht möglich zu sagen, ob ein Schaden entstanden ist. Es wird vermutet, dass eine der vorgängigen Grundberührungen bei der Cheeki Rafiki nicht hinreichend repariert worden war und so die Stabilität nicht mehr ausreichte, als der Seegang zunahm. Die Bilder der kopfüber schwimmenden Hülle zeigen, dass sich die Schichten des Rumpfes voneinander gelöst hatten. Die meisten Schrauben sind inklusive der Unterlagsplatte durch die Hülle gebrochen. Einige waren möglicherweise aufgrund von Korrosion gebrochen.
Der umfangreiche Bericht gibt zwar viele Empfehlungen ab, vermeidet es aber, verschärfte Ansprüche für die Stabilität von Kiel-Rumpf-Konstruktionen zu fordern, weswegen er auch kritisiert wurde. Der Bericht lese sich, wie wenn man Flugzeugbesatzungen vermehrt für den Fall eines Verlustes der Tragflächen schulen würde, statt zu verhindern, dass das überhaupt passieren kann.

## Anklage
Nach Bekanntwerden des Berichts wurde gegen den Direktor des Betreibungsunternehmens Stormforce und die Firma selber Anklage erhoben. Dem Direktor wurde vierfache fahrlässige Tötung (manslaugther by gross negligence) vorgeworfen. Der Staatsanwalt warf dem Direktor mangelnde Wartung des Schiffes zur Kosteneinsparung vor. Die Yacht sei nicht für die Hochsee zugelassen und diverse Kielbolzen bereits vor der Abfahrt beschädigt gewesen.
Das Geschworenengericht in Winchester konnte sich nicht auf einen Schuldspruch wegen fahrlässiger Tötung einigen, beurteilte den Direktor sowie die Firma aber für schuldig, die Yacht nicht entsprechend den geltenden Sicherheitsnormen des Merchant Shipping Act betrieben zu haben. Der Staatsanwalt zog das Verfahren weiter.
Im Berufungsverfahren vor dem Crown Court in Winchester haben die Geschworenen den Direktor vom Vorwurf der fahrlässigen Tötung freigesprochen, befanden ihn und die Firma Stormforce aber der Verletzung von Sicherheitspflichten für schuldig. Der Prozess warf dabei mehr Fragen auf, als er beantwortete. Beide Prozessparteien hatten etwa diverse Experten dazu befragt, was die Stelle im Merchant Shipping Act bedeute, wonach jedes Schiff eine Grundberührung melden müsse. Die Expertenmeinungen dazu waren komplett unterschiedlich. Auch über weitere Punkte der Weisung herrschte Unklarheit – nicht zuletzt darüber, ob sie überhaupt bindend sind. Offen bleibt, ob das Unglück zu einer Verbesserung der Situation und zur Klärung strittiger Auslegungsfragen führen wird. Der Direktor wurde schließlich zu 15 Monaten Haft auf Bewährung verurteilt, seine mittlerweile in Liquidation befindliche Firma zu 50.000 Pfund Buße.